# فضای مرده: سقوط
فضای مرده: سقوط (انگلیسی: Dead Space: Downfall) یک فیلم ویدئویی انیمیشن در ژانر علمی تخیلی و ترسناک است که اواخر سال ۲۰۰۸ منتشر شد. این فیلم یک پیش‌درآمد بر بازی ویدئویی فضای مرده است و داستان و حوادث آن هم‌زمان با بازی فضای مرده: استخراج است که آن هم یک پیش‌درآمد بر بازی اصلی است. این فیلم بر روی DVD و بلو-ری در اواخر اکتبر ۲۰۰۸ منتشر شد و اوایل دسامبر ۲۰۰۸ از کانال سای‌فای پخش شد.

## داستان
مهندسین و خدمه سفینه «یو اس جی ایشیمورا» که سنگ‌های با ارزش را از سیارات استخراج و به زمین می‌آورند، در طی یک ماموریت در سیاره «اِیجیس ۷»، به یک سنگ عجیب و مصنوعی (ساخته‌شده توسط یک موجود) برخورد می‌کنند که سیگنال‌هایی قوی ارسال می‌کند.
آنها مشغول استخراج و آماده‌سازی آن سنگ برای بردن به سفینه می‌شوند و سنگ را قرنطینه کرده و به درون سفینه می‌برند، در همان زمان تعدادی از خدمه و مهندسین حاضر در سطح سیاره، عقل خود را از دست داده و چند نفر دیگر را کشته و بدنشان از حالت طبیعی خارج و شبیه هیولاها و زامبی می‌شوند، لیکن خدمه حاضر در سفینه از اتفاقات رخ‌داده چندان باخبر نیستند.
بر روی آن سیاره یک مقر ساخته‌شده است و معدن‌کاوان و خانوادهٔ آن‌ها در آنجا حضور دارند، دو معدن‌کاو به قسمتی از مقر می‌روند و می‌بینند آنجا را سکوت فراگرفته و آثاری از خون هم بر درب و دیوار وجود دارد، آن دو مسیر خود را از هم جدا می‌کنند و یکی از آن‌ها همسر خود را می‌بیند که در حالتی غیرطبیعی است و با گفتن جملاتی عجیب، خودش را می‌کشد، آن معدن‌کاو، جنازه همسر خود را برمی‌دارد و با یک سفینه کوچک عازم سفینه اصلی می‌شود لیکن در سفینه اصلی، کاپیتان و خدمه متوجه‌شدند که چه اتفاقی بر روی سیاره رخ داده، و کاپیتان دستور بستن دروازهٔ سکوی سفینه را می‌دهد تا آن سفینه کوچک وارد آنجا نشود ولی آن سفینه در آخرین لحظات خود را از لای دروازه وارد سفینه می‌کند.
کاپیتان تیم امنیتی سفینه به فرماندهی «آلیسا وینسنت» را به آنجا می‌فرستد تا آن معدن‌کاو را دستگیر و قرنطینه کنند لیکن آن معدن‌کاو در حین فرود، توسط همسرش تسخیر و تبدیل به هیولا می‌شود و پس از فرود هر دو از داخل سفینه خود خارج می‌شوند و عده‌ای از ساکنین سفینه اصلی را تسخیر می‌کنند. تیم امنیتی سفینه دنبال او می‌گردند و به اشخاص تسخیرشده برمی‌خورند و یک درگیری رخ می‌دهد که یکی-دو نفر از تیم امنیتی سفینه کشته می‌شوند، در آخرین لحظات، یک مهندس به نام «سموئل آیرونز» که یک شخص مذهبی و باایمان از پیروان کلیسای «یونیتولوژی» است به آنها کمک می‌کند و با یک سلاح برش‌دهنده لیزری، چند نفر از هیولاها را تکه-تکه می‌کند. تیم امنیتی سفینه مسیر خود را به سمت مقر فرماندهی تغییر می‌دهند چرا که دیگر کار خاصی از دستشان برنمی‌آید، لیکن رسیدن به آنجا مشکل است، در طی مسیر، چند نفر از تیم امنیتی سفینه کشته می‌شوند و به یک بخش می‌رسند که چند نفر زنده در آنجا هستند، سموئل آیرونز برای نجات همه، داوطلب می‌شود تا حواس هیولاها را پرت کند تا بقیه از سمت دیگر فرار کنند که در نتیجه خودش کشته می‌شود و سایرین موفق به فرار می‌شوند.
......
......
در انتها آلیسا وینسنت تنها بازمانده سفینه است که در گوشه سکوی سفینه توسط هیولاها احاطه‌شده است، او یک ویدئو از خود ضبط می‌کند و توضیحاتی راجع به حوادث می‌دهد و درخواست نابودی سفینه و آن سنگ را می‌کند، سپس دروازه سکو را باز می‌کند که در نتیجه تعداد زیادی از هیولاها به بیرون کشیده می‌شوند و خود آلیسا هم پس از اندکی مقاوت به فضای بیرونی (فضای مرده) کشیده می‌شود، در این هنگام یک نسخه ترسناک از لالایی معروف انگلیسی به‌نام «چشمک بزن ستاره کوچولو» پخش می‌شود که اولین بار در یکی از تریلرهای بازی فضای مرده پخش شده بود.

## بازیگران
- نیکا فاترمن
- جف بنیت
- بروس بوکسلیتنر
- هل اسپارکس
- کلی هو
- کوین مایکل ریچاردسون